# Ben Clarke
Pas d'image ? Cliquez ici

a Compétitions nationales et continentales officielles uniquement.

b Matchs officiels uniquement.
Dernière mise à jour le 1 mars 2023.
 Benjamin Bevan Clarke, est né le 15 avril 1968 à Bishop's Stortford (Angleterre). C’est un ancien joueur de rugby à XV, qui a joué avec l'équipe d'Angleterre, évoluant au poste de troisième ligne (1,95 m pour 114 kg).

## Carrière
Il a disputé son premier test match le 14 novembre 1992, à l’occasion d’un match contre l'équipe d'Afrique du Sud, et le dernier contre l'équipe d'Australie, le 24 juin 1999.
Clarke a disputé cinq matchs de la Coupe du monde 1995. 
Il a disputé trois test matchs avec les Lions britanniques lors de la tournée en Nouvelle-Zélande en 1993. Il est élu meilleur joueur de la tournée.

## Palmarès
- 40 sélections avec l'équipe d'Angleterre
- Sélections par année : 1 en 1992, 5 en 1993, 7 en 1994, 11 en 1995, 5 en 1996, 4 en 1997, 6 en 1998, 1 en 1999
- Tournois des Cinq Nations disputés : 1993, 1994, 1995, 1996, 1997